# Clusia spiritu-sanctensis
Clusia spiritu-sanctensis là một loài thực vật có hoa trong họ Bứa. Loài này được G.Mariz & B.Weinberg mô tả khoa học đầu tiên năm 1982.